# التبيان في إعراب القرآن
التبيان في إعراب القرآن لمؤلفه أبي البقاء العكبري من أشهر الكتب في إعراب القرآن، ولعله أفضلها؛ لما يتميز به من التخصص والإحاطة والشمول بالموضوع، علاوة على الوضوح في المنهج، والدقة في البحث، والإصابة في الرأي، وهو يشتمل على إعراب عام لألفاظ القرآن عدا القليل من الألفاظ التي لم يمر على إعرابها؛ لشدة وضوحها، ومعرفة المبتدئين بإعرابها.
وموضوعاته: إعراب سور القرآن، والقراءات الواردة فيها، وبيان اللغات الواردة فيها.

## كتاب التبيان في إعراب القرآن ومؤلفه
اسم الكتاب: التبيان في إعراب القرآن الكريم
ومؤلفه: عبد الله بن الحسين بن عبد الله النحوي الضرير أبو البقاء، العُكبري الأصل، البغدادي المولد والدار.
ولد سنة (538 هجرية) ببغداد.
شيوخه: علي بن عساكر البطائجي، وأبو زرعة المقدسي، وأبو محمد الخشاب، ومكي بن ريان الموصلي.
تلاميذه: ابن الدبيثي، وابن النجار، والضياء المقدسي، والجمال ابن الصيرفي.
مكانته العلمية: قال أبو البركات الموصلي: «كان يعتمد في علم النحو، وكان إمامًا في الفقه فرضيًا حاسبًا قارئًا شيخ وقته فيي علم الأدب واللغة والإعراب لفنون من العلوم».
أبرز مصنفاته: تفسير القرآن، وإعراب القرآن، وإعراب الشواذ، ومتشابه القرآن، وإعراب الحديث.
وفاته: توفي سنة (616هجرية).

## مسميات أخرى للكتاب
إعراب القرآن والبيان والتبيان.

## أهمية كتاب التبيان في إعراب القرآن
تبرز أهمية هذا الكتاب من كونه من الكتب المشهورة في إعراب القرآن، ولعله أفضلها؛ لما يتميز به من الإحاطة والشمول بالموضوع، علاوة على الوضوح في المنهج، والدقة في البحث، والإصابة في الرأي.

## منهج المؤلف في كتابه
1. قدم بمقدمة موجزة مبينة فيها دواعي التأليف.
2. الإيجاز والاختصار.
3. العناية بالنّاحية النحوية والتصريفية الخالصة.
4. يدعم مذْهبه النحوي بالقرآنِ الكريم نَفْسه.
5. الرجوع إلى الأصل (أصل الكلمة): من السمات البارزة في كتاب (التبيان)؛ حيث إنه كثيراً ما يرجع إلى أصل الكلمة.
6. يذكر الأوجه الإعرابية المختلفة للكلمة، وقد يقتصر على وجه أو وجهين مع احتمال الكلمة غير ما يذكر.
7. لم يكن منْهج العكبري في إعرابه مفصلا، إذ إنّه لَم يتناول توجيه إعراب الآيات كاملة، بل كان ينتقي الآيات أو الكلمات من الآية أو الكلمة الواحدة في بعض الأحيان، وربما اكتفى بالمعنى في مواضع كثيرة.
8. يكثر من ذكر القواعد النحوية والأصولية العامة، ويكررها للمراجعة والتذكير.
9. يهتم بالخلاف النّحوي ويوليه عناية فائقة.
10. يستشهد بكثير من أقوال العرب وأمثالهم وأشعارهم.
11. يتتبع العكبري القراءات الأخرى المحتملة في الآية الكريمة التي يعربها، فيذكرها مفصلة.
12. اعتراضات المؤلف الكثيرة على النّحويين.
13. اتباع أسلوب المحاضرة التعليمية التي يتوخى فيها التسهيل والتشويق والتيسير، وإيصال الفكرة بأسهل الطرائق.[6]

## مميزات الكتاب
1. جودة الأسلوب ونصاعته.
2. وضوح المعنى.
3. جودة الترتيب والتنسيق.
4. حسن العرض.
5. الأسلوب السهل والعذب.[7]

## موقف المؤلف من الخلاف النحوي
يذكر المؤلف المسائل النحوية الخلافية ويعمد إلى الإيجازِ وعدمِ التطويل.

## موقف المؤلف من استشهاده بالقرآن الكريم وقراءاته، والحديث النبوي، وكلام العرب
احتّلَّ الشاهد القرآني عند المؤلف أعلى مراتب السماع وأسماها؛ فَكلُّ ما قُرئ به يجوز عنده الاحتجاج به في العربية، سواء أكان متواتراً أم شاذاً أم آحاداً.
وأما الحديث النبوي فهو كأسلافه من النحويين لا يستشهدون بالأحاديث النبوية كثيرًا، ونادرًا ما يفعلون ذلك.
وأما موقفه من لغات العرب: فهو يعتد اعتداداً كبيراً بهذا المصدر، مما يجعلَه يقبل الشاذ من القراءات إذا حملت على لغة من لغاتهم، وهو مع هذا لا يعوّل على اللغة التعليلية الشاذة.